# Olympische Winterspiele 1968/Skilanglauf
Bei den X. Olympischen Winterspielen 1968 in Grenoble fanden sieben Wettbewerbe im Skilanglauf statt. Diese galten gleichzeitig als 27. Nordische Skiweltmeisterschaften. Neben olympischen Medaillen wurden auch Weltmeisterschaftsmedaillen vergeben. Austragungsort war Autrans mit einem provisorischen Skistadion südlich des Dorfes.

## Bilanz

### Medaillenspiegel
| Platz  | Land        | Gold | Silber | Bronze | Gesamt |
| ------ | ----------- | ---- | ------ | ------ | ------ |
| 1      | Norwegen    | 4    | 2      | 1      | 7      |
| 2      | Schweden    | 2    | 2      | 1      | 5      |
| 3      | Italien     | 1    | –      | –      | 1      |
| 4      | Finnland    | –    | 1      | 2      | 3      |
| 5      | Sowjetunion | –    | 2      | 2      | 5      |
| 6      | Schweiz     | –    | –      | 1      | 2      |
| Gesamt | Gesamt      | 7    | 7      | 7      | 21     |

### Medaillengewinner
Männer
| Disziplin         | Gold                                                              | Silber                                                                | Bronze                                                                 |
| ----------------- | ----------------------------------------------------------------- | --------------------------------------------------------------------- | ---------------------------------------------------------------------- |
| 15 km             | Harald Grønningen (NOR)                                           | Eero Mäntyranta (FIN)                                                 | Gunnar Larsson (SWE)                                                   |
| 30 km             | Franco Nones (ITA)                                                | Odd Martinsen (NOR)                                                   | Eero Mäntyranta (FIN)                                                  |
| 50 km             | Ole Ellefsæter (NOR)                                              | Wjatscheslaw Wedenin (URS)                                            | Josef Haas (SUI)                                                       |
| 4 × 10 km Staffel | NorwegenOle Ellefsæter Harald Grønningen Odd Martinsen Pål Tyldum | SchwedenBjarne Andersson Jan Halvarsson Gunnar Larsson Assar Rönnlund | FinnlandKalevi Laurila Eero Mäntyranta Kalevi Oikarainen Hannu Taipale |

Frauen
| Disziplin        | Gold                                           | Silber                                                      | Bronze                                                        |
| ---------------- | ---------------------------------------------- | ----------------------------------------------------------- | ------------------------------------------------------------- |
| 5 km             | Toini Gustafsson (SWE)                         | Galina Kulakowa (URS)                                       | Alewtina Koltschina (URS)                                     |
| 10 km            | Toini Gustafsson (SWE)                         | Berit Mørdre (NOR)                                          | Inger Aufles (NOR)                                            |
| 3 × 5 km Staffel | NorwegenInger Aufles Babben Enger Berit Mørdre | SchwedenToini Gustafsson Barbro Martinsson Britt Strandberg | SowjetunionRita Atschkina Alewtina Koltschina Galina Kulakowa |

## Ergebnisse Männer

### 15 km
Olympiasieger 1964: Eero Mäntyranta (FIN) / Weltmeister 1966: Gjermund Eggen (NOR).
| Platz | Land | Athlet              | Zeit (min) |
| ----- | ---- | ------------------- | ---------- |
| 1     | NOR  | Harald Grønningen   | 47:54,2    |
| 2     | FIN  | Eero Mäntyranta     | 47:56,1    |
| 3     | SWE  | Gunnar Larsson      | 48:33,7    |
| 4     | FIN  | Kalevi Laurila      | 48:37,6    |
| 5     | SWE  | Jan Halvarsson      | 48:39,1    |
| 6     | SWE  | Bjarne Andersson    | 48:41,1    |
| 7     | NOR  | Pål Tyldum          | 52:54,4    |
| 8     | NOR  | Odd Martinsen       | 52:58,8    |
| 9     | URS  | Waleri Tarakanow    | 53:10,7    |
| 10    | FIN  | Kalevi Oikarainen   | 53:22,1    |
| 11    | FRG  | Walter Demel        | 49:38,4    |
|       |      |                     |            |
| 18    | SUI  | Josef Haas          | 50:34,8    |
| 19    | SUI  | Flury Koch          | 50:37,2    |
| 20    | FRG  | Karl Buhl           | 50:38,1    |
| 29    | GDR  | Gerhard Grimmer     | 51:22,1    |
| 30    | SUI  | Albert Giger        | 51:26,6    |
| 31    | AUT  | Andreas Janc        | 51:29,8    |
| 33    | GDR  | Gert-Dietmar Klause | 51:51,6    |
| 35    | SUI  | Konrad Hischier     | 52:06,4    |
| 37    | GDR  | Peter Thiel         | 52:07,8    |
| 38    | FRG  | Helmut Gerlach      | 52:21,8    |
| 39    | FRG  | Klaus Ganter        | 52:30,0    |
| 42    | AUT  | Heinrich Wallner    | 52:53,6    |
| 47    | AUT  | Ernst Pühringer     | 53:23,0    |
| 51    | AUT  | Walter Sailer       | 54:12,5    |

Datum: 10. Februar 1968, 08:30 Uhr
Höhenunterschied: 214 m; Maximalanstieg: 74 m; Totalanstieg: 490 m
75 Teilnehmer aus 25 Ländern, davon 72 in der Wertung.
Als erster der Favoriten nahm der Norweger Grønningen die Strecke in Angriff. Lufttemperaturen knapp über dem Gefrierpunkt hatten die Loipe ein wenig aufgeweicht, wodurch die tieferen Startnummern einen leichten Vorteil besaßen. Der später gestartete Finne Mäntyranta lag nach 5 km noch hinter Grønningen zurück, wies aber bei der 10-km-Zwischenzeit einen Vorsprung von 9,6 Sekunden auf. Grønningen war auf den letzten 5 km der Schnellste, überholte Mäntyranta und hatte am Ende einen Vorsprung von 1,9 Sekunden. Der Schwede Larsson lag nach 10 km noch auf dem 6. Platz, konnte aber drei Ränge gutmachen und gewann die Bronzemedaille.

### 30 km
Olympiasieger 1964 und Weltmeister 1966: Eero Mäntyranta (FIN).
| Platz | Land | Athlet                 | Zeit (h)  |
| ----- | ---- | ---------------------- | --------- |
| 1     | ITA  | Franco Nones           | 1:35:39,2 |
| 2     | NOR  | Odd Martinsen          | 1:36:28,9 |
| 3     | FIN  | Eero Mäntyranta        | 1:36:55,3 |
| 4     | URS  | Wladimir Woronkow      | 1:37:10,8 |
| 5     | ITA  | Giulio Deflorian       | 1:37:12,9 |
| 6     | FIN  | Kalevi Laurila         | 1:37:29,8 |
| 7     | FIN  | Kalevi Oikarainen      | 1:37:34,4 |
| 8     | SWE  | Gunnar Larsson         | 1:37:48,1 |
| 9     | FRG  | Walter Demel           | 1:37:49,2 |
| 10    | URS  | Anatoli Akentjew       | 1:37:52,4 |
|       |      |                        |           |
| 15    | GDR  | Gerhard Grimmer        | 1:38:46,0 |
| 19    | GDR  | Gert-Dietmar Klause    | 1:39:30,5 |
| 28    | SUI  | Denis Mast             | 1:41:58,8 |
| 30    | SUI  | Konrad Hischier        | 1:42:26,1 |
| 31    | FRG  | Karl Buhl              | 1:42:52,2 |
| 32    | SUI  | Flury Koch             | 1:43:06,9 |
| 35    | SUI  | Fritz Stüssi           | 1:43:57,8 |
| 36    | GDR  | Axel Lesser            | 1:44:16,2 |
| 37    | GDR  | Helmut Unger           | 1:44:47,9 |
| 38    | AUT  | Ernst Pühringer        | 1:44:51,0 |
| 40    | AUT  | Franz Vetter           | 1:45:11,2 |
| 46    | FRG  | Herbert Steinbeißer    | 1:46:31,2 |
| 48    | FRG  | Karl-Heinz Scherzinger | 1:47:08,7 |
| 50    | AUT  | Hansjörg Farbmacher    | 1:49:43,3 |

Datum: 7. Februar 1968, 08:30 Uhr
Höhenunterschied: 275 m; Maximalanstieg: 90 m; Totalanstieg: 990 m
66 Teilnehmer aus 22 Ländern, davon 63 in der Wertung.
Der 30-km-Lauf war die erste Entscheidung dieser Winterspiele, zurückzulegen waren zwei Schleifen von 10 und 20 km Länge. Die Favoriten hatten durchwegs hintere Startnummern gewählt. Der italienische Zollwachbeamte Franco Nones hatte bald einen beachtlichen Vorsprung, doch niemand glaubte, dass er dieses Tempo durchhalten würde. Er legte die ersten 10 km am schnellsten zurück und lag 21,7 Sekunden vor Woronkow und 28,4 Sekunden vor Eero Mäntyranta. Bis zur nächsten Zwischenzeit bei 20 km kam der Finne bis auf 4,2 Sekunden an den Italiener heran, während der Norweger Odd Martinsen bereits einen Rückstand von 32,3 Sekunden aufwies. Es deutete auf eine erfolgreiche Titelverteidigung durch den Finnen hin. Doch auf dem letzten, meist bergab führenden Abschnitt konnte sich Nones nochmals steigern: Er lief wiederum die klare Bestzeit und realisierte den ersten Olympiasieg eines Langläufers aus einem Alpenland (und war erster nichtskandinavischer Goldmedaillengewinner in einer Einzelkonkurrenz, nachdem 1956 es der Staffel der Sowjetunion gelungen war, überhaupt erstes Gold eines Landes außerhalb Skandinaviens zu erobern). Mäntyranta baute ab, Martinsen nahm ihm auf dem letzten Teilstück fast eine Minute ab und stieß auf den zweiten Platz vor.

### 50 km
Olympiasieger 1964: Sixten Jernberg (SWE) / Weltmeister 1966: Gjermund Eggen (NOR).
| Platz | Land | Athlet               | Zeit (h)  |
| ----- | ---- | -------------------- | --------- |
| 1     | NOR  | Ole Ellefsæter       | 2:28:45,8 |
| 2     | URS  | Wjatscheslaw Wedenin | 2:29:05,5 |
| 3     | SUI  | Josef Haas           | 2:29:14,8 |
| 4     | NOR  | Pål Tyldum           | 2:29:26,7 |
| 5     | SWE  | Melcher Risberg      | 2:29:37,0 |
| 6     | SWE  | Gunnar Larsson       | 2:29:37,2 |
| 7     | SWE  | Jan Halvarsson       | 2:30:05,9 |
| 8     | NOR  | Reidar Hjermstad     | 2:31:01,8 |
| 9     | FRG  | Walter Demel         | 2:31:14,4 |
| 10    | SWE  | Assar Rönnlund       | 2:31:19,3 |
|       |      |                      |           |
| 13    | AUT  | Andreas Janc         | 2:32:32,2 |
| 23    | SUI  | Alois Kälin          | 2:36:40,8 |
| 25    | GDR  | Gert-Dietmar Klause  | 2:36:52,5 |
| 33    | FRG  | Helmut Gerlach       | 2:41:55,8 |
| 34    | AUT  | Franz Vetter         | 2:43:51,1 |
| 37    | SUI  | Franz Kälin          | 2:44:29,7 |
| 43    | FRG  | Siegfried Weiß       | 2:46:53,4 |

Datum: 17. Februar 1968, 08:30 Uhr
Höhenunterschied: 248 m; Maximalanstieg: 70 m; Totalanstieg: 1480 m
51 Teilnehmer aus 18 Ländern, davon 47 in der Wertung.
Zurückzulegen war zweimal eine Runde mit einer Länge von 25 km. Der Norweger Reidar Hjermsted lag bei 15 km in Führung, gefolgt von seinem Landsmann Ole Ellefsæter und dem Schweden Assar Rönnlund. Nach Hälfte der Strecke übernahm Ellefsæter die Führung, während Hjermsted und Rönnlund weit zurückfielen. Bei 40 km kam Pål Tyldum bis auf 40 Sekunden an Ellefsæter heran und lag zwischenzeitlich auf dem zweiten Platz; nur wenig langsamer unterwegs war der Russe Wjatscheslaw Wedenin. Dieser konnte Tyldum noch überholen und gewann die Silbermedaille. Josef Haas, der nach 15 km noch auf dem 12. Platz gelegen hatte, lief auf dem letzten Abschnitt klare Bestzeit, verbesserte sich auf Platz 3 und holte die erste olympische Langlaufmedaille für die Schweiz.
Die Norweger waren die großen Gewinner der Langlaufbewerbe. Bei den 50 km hatten die Läufer Wetterglück: sonniges Wetter, schnelle Spur. Ellefsæter hatte seinen Großangriff nach ungefähr 19 Kilometern gestartet. Die Norweger waren über dessen Sieg nicht sonderlich überrascht, sie wussten, dass er der beste 50-km-Läufer war. Zwar führte vorerst Hjermstad, dann wurde aber Ellefsæter immer schneller, er nahm die steilen, schnellen Abfahrten mühelos; seine Siegerzeit war die schnellste je über 50 km gelaufene Zeit.
Enttäuschend waren die Leistungen der Schweden und Finnen, deren Asse während des Rennens fast durchwegs Schwächeanfälle erlitten und keine Chance auf den Sieg hatten.
Die Österreicher hatten nur zwei Läufer am Start. Andreas Janc lief trotz ungünstiger Start-Nr. 1 ein erfreuliches Rennen, welches nicht einmal die kühnsten Optimisten von ihm erwartet hatten. Er ließ zahlreiche Asse, darunter Mäntyranta (mit 20 Sekunden), Martinsen, und Akentjew hinter sich. Er lag nach 15 km auf Rang 18, steigerte sich Kilometer 25 auf Rang 15 und konnte mit einem kräftigen Finish auf Rang 13 vorrücken, eine seit 1948 (Josef Gstrein mit Rang 12) nicht mehr gesehene Leistung.

### 4 × 10 km Staffel
Olympiasieger 1964: SWE (Karl-Åke Asph, Sixten Jernberg, Janne Stefansson, Assar Rönnlund) / Weltmeister 1966: NOR (Odd Martinsen, Harald Grønningen, Ole Ellefsæter, Gjermund Eggen).
| Platz | Land / Athleten                                                                             | Zeit                                                        |
| ----- | ------------------------------------------------------------------------------------------- | ----------------------------------------------------------- |
| 1     | Norwegen Odd Martinsen Pål Tyldum Harald Grønningen Ole Ellefsæter                          | 2:08:33,5 h 31:57,3 min 32:13,8 min 32:05,2 min 32:17,2 min |
| 2     | Schweden Jan Halvarsson Bjarne Andersson Gunnar Larsson Assar Rönnlund                      | 2:10:13,2 h 32:37,0 min 32:26,4 min 32:24,4 min 32:45,4 min |
| 3     | Finnland Kalevi Oikarainen Hannu Taipale Kalevi Laurila Eero Mäntyranta                     | 2:10:56,7 h 33:00,7 min 33:16,0 min 32:16,3 min 32:23,7 min |
| 4     | Sowjetunion Wladimir Woronkow Anatoli Akentjew Waleri Tarakanow Wjatscheslaw Wedenin        | 2:10:57,2 h 32:38,4 min 32:32,5 min 32:56,4 min 32:49,9 min |
| 5     | Schweiz Konrad Hischier Josef Haas Flury Koch Alois Kälin                                   | 2:15:32,4 h 34:27,1 min 33:02,2 min 33:45,9 min 34:17,2 min |
| 6     | Italien Giulio Deflorian Franco Nones Palmiro Serafini Aldo Stella                          | 2:16:32,2 h 34:58,4 min 33:55,6 min 34:09,9 min 33:28,3 min |
| 7     | Deutsche Demokratische Republik Gerhard Grimmer Axel Lesser Peter Thiel Gert-Dietmar Klause | 2:19:22,8 h 33:52,1 min 34:00,3 min 36:46,5 min 34:43,9 min |
| 8     | BR Deutschland Helmut Gerlach Walter Demel Herbert Steinbeißer Karl Buhl                    | 2:19:37,6 h 34:53,5 min 33:42,2 min 35:27,1 min 35:34,8 min |
| 9     | Tschechien Jan Fajstavr Vít Fousek junior Václav Peřina Karel Štefl                         | 2:19:51,3 h                                                 |
| 10    | Japan Tokio Satō Sotoo Okushiba Kazuo Satō Akiyoshi Matsuoka                                | 2:20:54,8 h                                                 |
| 11    | Frankreich Félix Mathieu Victor Arbez Philippe Baradel Roger Pires                          | 2:21:23,0 h                                                 |
| 12    | USA Mike Gallagher Mike Elliott Bob Gray John Bower                                         | 2:21:30,4 h                                                 |
| 13    | Österreich Heinrich Wallner Franz Vetter Ernst Pühringer Andreas Janc                       | 2:22:29,4 h 35:42,2 min 35:02,6 min 36:25,2 min 35:19,4 min |
| 14    | Kanada Nils Skulbru Rolf Pettersen Esko Karu David Rees                                     | 2:29:12,7 h                                                 |
| 15    | Türkei Rızvan Özbey Yaşar Ören Şeref Çınar Naci Öğün                                        | 3:01:52,1 h                                                 |

Datum: 14. Februar 1968, 08:30 Uhr
Höhenunterschied: 174 m; Maximalanstieg: 65 m; Totalanstieg: 420 m
15 Staffeln am Start, alle in der Wertung.
In diesem Rennen mit Massenstart legte der Norweger Odd Martinsen den ersten Abschnitt am schnellsten zurück. Er war 39,7 Sekunden schneller unterwegs als der Schwede Jan Halvarsson, der Russe Wladimir Woronkow verlor 41,1 Sekunden. Auch der zweite norwegische Läufer, Pål Tyldum, lief seinen Abschnitt am schnellsten: Nach Hälfte des Rennens hatten die Norweger bereits einen Vorsprung von 52,3 Sekunden, so dass es klar war, dass sie siegen würde, womit Schweden nur mehr darauf bedacht war, Rang 2 zu halten. Harald Grønningen baute den Vorsprung der Norweger auf der dritten Runde auf 71,5 Sekunden aus und Schlussläufer Ole Ellefsæter auf 1:39,7 min. Die Schweden sicherten sich ähnlich deutlich die Silbermedaille. Der finnische Schlussläufer Eero Mäntyranta holte den Russen Wjatscheslaw Wedenin noch ein und auf der Zielgerade lieferten sich beide ein spannendes Duell, das der Finne mit einer halben Sekunde Vorsprung für sich entschied.
Österreichs Startläufer Heinrich Wallner teilte wohl aus mangelnder Routine seine Kräfte nicht richtig ein, lief vorerst mit den Assen mit und überforderte sich.

## Langlauf Frauen

### 5 km
Olympiasiegerin 1964: Klawdija Bojarskich (URS) (Karriere beendet) / Weltmeisterin 1966: Alewtina Koltschina (URS).
| Platz | Land | Athletin            | Zeit (min) |
| ----- | ---- | ------------------- | ---------- |
| 1     | SWE  | Toini Gustafsson    | 16:45,2    |
| 2     | URS  | Galina Kulakowa     | 16:48,4    |
| 3     | URS  | Alewtina Koltschina | 16:51,6    |
| 4     | SWE  | Barbro Martinsson   | 16:52,9    |
| 5     | FIN  | Marjatta Kajosmaa   | 16:54,6    |
| 6     | URS  | Rita Atschkina      | 16:55,1    |
| 7     | NOR  | Inger Aufles        | 16:58,1    |
| 8     | FIN  | Senja Pusula        | 17:00,3    |
| 9     | POL  | Stefania Biegun     | 17:03,4    |
| 00    | NOR  | Berit Mørdre        | 17:11,9    |
|       |      |                     |            |
| 12    | GDR  | Christine Nestler   | 17:23,5    |
| 13    | GDR  | Gudrun Schmidt      | 17:24,3    |
| 14    | GDR  | Renate Köhler       | 17:25,5    |
| 16    | GDR  | Anna Unger          | 17:30,7    |
| 17    | FRG  | Monika Mrklas       | 17:32,5    |
| 25    | GDR  | Michaela Endler     | 17:59,2    |
| 29    | GDR  | Barbara Barthel     | 18:20,0    |

Datum: 13. Februar 1968, 9:00 Uhr 
Höhenunterschied: 100 m; Maximalanstieg: 65 m; Totalanstieg: 170 m 
34 Teilnehmerinnen aus 11 Ländern, alle in der Wertung.

### 10 km
Olympiasiegerin 1964 und Weltmeisterin 1966: Klawdija Bojarskich (URS) (Karriere beendet).
| Platz | Land | Athletin            | Zeit (min) |
| ----- | ---- | ------------------- | ---------- |
| 1     | SWE  | Toini Gustafsson    | 36:45,5    |
| 2     | NOR  | Berit Mørdre        | 37:54,6    |
| 3     | NOR  | Inger Aufles        | 37:59,9    |
| 4     | SWE  | Barbro Martinsson   | 38:07,1    |
| 5     | FIN  | Marjatta Kajosmaa   | 38:09,0    |
| 6     | URS  | Galina Kulakowa     | 38:26,7    |
| 7     | URS  | Alewtina Koltschina | 38:52,9    |
| 8     | NOR  | Babben Enger        | 38:54,4    |
| 9     | GDR  | Christine Nestler   | 39:07,9    |
| 10    | SWE  | Barbro Tano         | 39:09,6    |
|       |      |                     |            |
| 14    | GDR  | Gudrun Schmidt      | 39:22,8    |
| 16    | GDR  | Renate Köhler       | 39:27,4    |
| 20    | FRG  | Monika Mrklas       | 39:58,2    |
| 22    | GDR  | Anna Unger          | 40:36,8    |
| 26    | FRG  | Michaela Endler     | 41:01,1    |

Datum: 9. Februar 1968, 9:00 Uhr
Höhenunterschied: 139 m; Maximalanstieg: 70 m; Totalanstieg: 320 m
34 Teilnehmerinnen aus 11 Ländern, davon 32 in der Wertung.
Gustafsson hatte schon im Training gute Leistungen gezeigt, so dass ihr Sieg keine Überraschung war. Die Bedingungen mit weichem Schnee wurden zur Wachsfrage. Gustafsson spurtete mit kraftvollen, männlichen Stil davon, den sie sich beim Training mit ihrem Gatten Assar Rönnlund angeeignet hatte, nahm Steigungen mühelos und fuhr die Abfahrten mit pausenlosem Stockeinsatz hinunter. Bei 5 Kilometern hatte sie die Konkurrenz um 9 Sekunden abgehängt, doch sie steigerte sich noch mehr. Erstmals seit Olympia Oslo 1952 (als die Sowjetunion noch nicht teilnahm) kam keine Sowjetläuferin in die Medaillenränge.

### 3 × 5 km Staffel
Olympiasiegerinnen 1964: URS (Alewtina Koltschina, Jewdokija Mekschilo (Karriere beendet), Klawdija Bojarskich (Karriere beendet)) / Weltmeisterinnen 1966: URS (Klawdija Bojarskich (Karriere beendet), Rita Atschkina, Alewtina Koltschina).
| Platz | Land / Athletinnen                                                | Zeit                                            |
| ----- | ----------------------------------------------------------------- | ----------------------------------------------- |
| 1     | Norwegen Inger Aufles Babben Enger Berit Mørdre                   | 57:30,0 min 19:08,0 min 19:19,5 min 19:02,5 min |
| 2     | Schweden Britt Strandberg Toini Gustafsson Barbro Martinsson      | 57:51,0 min 19:46,7 min 18:56,7 min 19:07,6 min |
| 3     | Sowjetunion Alewtina Koltschina Rita Atschkina Galina Kulakowa    | 58:13,6 min 19:32,8 min 19:31,2 min 19:09,6 min |
| 4     | Finnland Senja Pusula Marjatta Olkkonen Marjatta Kajosmaa         | 58:45,1 min 19:32,4 min 19:51,6 min 19:21,1 min |
| 5     | Polen Weronika Budny Józefa Czerniawska-Pęksa Stefania Biegun     | 59:04,7 min 19:33,8 min 19:59,1 min 19:31,8 min |
| 6     | DDR Renate Köhler Gudrun Schmidt Christine Nestler                | 59:33,9 min 20:01,6 min 19:27,3 min 20:05,0 min |
| 7     | BR Deutschland Michaela Endler Barbara Barthel Monika Mrklas      | 61:49,3 min 20:11,4 min 21:14,2 min 20:23,7 min |
| 8     | Bulgarien Welitschka Pandewa Nadeschda Wassilewa Zwetana Sotirowa | 65:35,7 min 21:50,4 min 21:07,5 min 22:37,8 min |

Datum: 16. Februar, 8:45 Uhr
Höhenunterschied: 139 m
Totalanstieg: 320 m
Maximalanstieg: 70 m
Es nahmen acht Staffeln mit je drei Läuferinnen teil. Bei feucht-nebeligem Wetter auf einer kräftezehrenden Loipe war auf dem ersten Abschnitt die Norwegerin Inger Aufles die Schnellste und holte einen Vorsprung von fast 25 Sekunden auf die fast zeitgleichen Finninnen, Russinnen und Polinnen heraus, rund zehn Sekunden dahinter folgte auf dem fünften Platz Schweden. Mit der besten Einzelleistung aller Läuferinnen überholte Toini Gustafsson, die 40 Sekunden aufholen musste, drei der vor ihr liegenden Läuferinnen und kam an die führende Enger bis auf 16 Sekunden heran. Im zweiten Abschnitt lagen die Schwedinnen auf dem zweiten Platz, gefolgt von den Russinnen. Im letzten Abschnitt änderte sich nichts an den drei ersten Positionen, denn Martinsson war Mørdre nicht gewachsen und die Norwegerin konnte den Vorsprung sogar noch ausbauen. Im Gesamtfazit der Damenbewerbe war das enttäuschende Abschneiden der Sowjetläuferinnen augenscheinlich, die vor vier Jahren in Innsbruck kaum zu schlagen gewesen waren und sich hier mit einer Silber- und zwei Bronzemedaillen begnügen mussten.